# Дистрикт Краків

Оглядини добровольців 14-ї гренадерської дивізії Ваффен-СС «Галичина» в Сяніку на вул. Косцюшка, травень 1943

Дистрикт Краків (нім. Distrikt Krakau, пол. Dystrykt krakowski) — адміністративно-територіальна одиниця Генерального губернаторства з 26 жовтня 1939 до 18 січня 1945.
Населення дистрикту в 1943 році становило близько 4 млн осіб.

## Історія
Дистрикт Краків утворено 26 жовтня 1939 року на землях Малопольщі після окупації Польщі нацистською Німеччиною. Він виник у межах двох міжвоєнних польських воєводств, охоплюючи більшість території Краківського (міський повіт Краків і земські (сільські) повіти за винятком Б'яльського, Живецького та більшої частини Вадовицького і Хшановського) та західну частину Львівського воєводства (Бжозовський, Ланьцютський (крім північно-східного краю), Кольбушовський, Коросненський, Переворський, Перемиський, Ряшівський, Стшижувський, Сяніцький, південна частина Ярославського, дві третини Нисківського і більшість Тарнобжезького повітів).
Станом на 1 січня 1945 року Краківський дистрикт складався з 13 округів — одного міського (нім. Stadtkreis) і 12 земських (нім. Landkreis або нім. Kreishauptmannschaft):
- міський округ Краків (нім. Stadtkreis Krakau)
- крайсгауптманшафт Дембіца (нім. Kreishauptmannschaft Dębica), куди входили Дембицький, Мелецький та частина Тарнобжезького повітів
- крайсгауптманшафт Кракау (нім. Kreishauptmannschaft Krakau-Land), куди входили Бохенський, Краківський, Мисленицький та частина Вадовицького і Хшановського повітів
- крайсгауптманшафт Кросно (нім. Kreishauptmannschaft Krosno), куди входили Коросненський та частина Ясельського і Сяніцького повітів
- крайсгауптманшафт Мєхув (нім. Kreishauptmannschaft Miechów), куди входили Меховський та частина Заверцянського, Олькуського і Піньчовського повітів
- крайсгауптманшафт Ной-Маркт (Дунаєць) (нім. Kreishauptmannschaft Neumarkt (Dunajec)), куди входили нинішні Новотарський, Суський і Татшанський повіти
- крайсгауптманшафт Ной-Сандец (нім. Kreishauptmannschaft Neu-Sandez), куди входили нинішні Новосондецький повіт і Лімановський повіти
- крайсгауптманшафт Перемишль (нім. Kreishauptmannschaft Przemysl), куди входили Перемишльський та частково Ярославський повіти
- крайсгауптманшафт Райхсгоф (нім. Kreishauptmannschaft Reichshof), куди входили Ряшівський і Кольбушовський повіти
- крайсгауптманшафт Санок (нім. Kreishauptmannschaft Sanok)
- крайсгауптманшафт Тарнів (нім. Kreishauptmannschaft Tarnow)
- крайсгауптманшафт Ярослау (нім. Kreishauptmannschaft Jaroslau), куди входила частина Ярославського, Перемиського, Ланьцютського та Нисківського повітів
- крайсгауптманшафт Ясло (нім. Kreishauptmannschaft Jaslo), куди входили нинішні Горлицький та частина Кросненського і Ясельського повітів[4]

## Керівництво
На чолі дистрикту стояв губернатор (з 1941 р. — начальник дистрикту (нім. Distriktschef)). Місцем перебування губернатора був Палац Потоцьких на краківській площі Ринок, яка за нацистської окупації називалася «Площа Адольфа Гітлера».

### Губернатори дистрикту
- Отто Вехтер (26 жовтня 1939 — 22 січня 1942)
- Ріхард Вендлер (15 лютого 1942 — 26 травня 1943)
- Людвіг Лозакер (26 травня 1943 — грудень 1943)
- Курт фон Бургсдорф (грудень 1943 — січень 1945)[4]

### Начальники поліції і СС
- Карл Цех (24 листопада 1939 — 1 жовтня 1940)
- Ганс Шведлер (1 жовтня 1940 — 4 серпня 1941)
- Людвіг Лозакер (4 серпня 1941 — 1 березня 1943)
- Теобальд Тір (1 березня 1944 — січень 1945)[4]

### Польська адміністрація
На території дистрикту діяла польська підпільна адміністрація — правонаступниця Краківського воєводства.